# I Took a Pill in Ibiza
"I Took a Pill in Ibiza" (hay còn được biết đến như "In Ibiza" hoặc "I Took a Plane to Ibiza") là một bài hát của nghệ sĩ thu âm người Mỹ Mike Posner nằm trong EP thứ hai của anh, The Truth (2015). Sau đó, một phiên bản phối lại được thực hiện bởi bộ đôi nhà sản xuất người Na Uy Seeb cho album phòng thu thứ hai của Posner, At Night, Alone (2015), và được phát hành vào ngày 24 tháng 7 năm 2015 như là đĩa đơn đầu tiên và duy nhất trích từ album bởi Island Records. Bài hát được viết lời Posner, và anh cũng tham gia đồng sản xuất nó với hai thành viên của Seeb (Simen Eriksrud và Espen Berg) và Martin Terefe. Ban đầu được sáng tác như là một bản folk pop mang hơi hướng acoustic guitar, "I Took a Pill in Ibiza" được phối lại theo phong cách tropical house với nội dung đề cập đến lời tự sự của Posner về sự nghiệp của anh như là một nhạc sĩ cũng như bản chất của sự nổi tiếng, trong đó tiêu đề của nó ám chỉ đến khoảng thời gian nam ca sĩ ở trên đảo Ibiza ở Địa Trung Hải với Avicii, nơi anh được đề nghị sử dụng một viên thuốc "bí ẩn" khi đang xem nam DJ trình diễn.
Sau khi phát hành, bản phối lại của Seeb cho "I Took a Pill in Ibiza" nhận được phản ứng đa chiều từ các nhà phê bình âm nhạc, trong đó họ đánh giá cao giai điệu hấp dẫn cũng như quá trình sản xuất nó, nhưng cũng vấp phải nhiều chỉ trích xung quanh nội dung lời bài hát. Tuy nhiên, "I Took a Pill in Ibiza" đã gặt hái nhiều giải thưởng và đề cử tại những lễ trao giải lớn, bao gồm một đề cử giải Grammy cho Bài hát của năm tại lễ trao giải thường niên lần thứ 59. Bài hát còn tiếp nhận những thành công lớn về mặt thương mại, đứng đầu các bảng xếp hạng ở Bỉ, Ireland, Hà Lan, Na Uy và Vương quốc Anh, đồng thời lọt vào top 10 ở hầu hết những quốc gia nó xuất hiện, bao gồm vươn đến top 5 ở những thị trường lớn như Úc, Áo, Canada, Đan Mạch, Đức, New Zealand, Ba Lan, Tây Ban Nha và Thụy Sĩ. Tại Hoa Kỳ, nó đạt vị trí thứ tư trên bảng xếp hạng Billboard Hot 100, trở thành đĩa đơn đầu tiên của Posner vươn đến top 5 tại đây. Tính đến nay, nó đã bán được hơn 11 triệu bản trên toàn cầu, trở thành đĩa đơn bán chạy thứ chín của năm 2016 và là một trong những đĩa đơn bán chạy nhất mọi thời đại.
Hai video ca nhạc khác nhau đã được thực hiện cho "I Took a Pill in Ibiza", trong đó video cho bản gốc bao gồm những cảnh Posner với những tờ giấy mô tả lời bài hát xuyên suốt video, bên cạnh phiên bản cho bản Seeb phối lại với những hình ảnh nam ca sĩ hát về sự nổi tiếng đã phai nhạt của mình, khiến anh hoàn toàn trống rỗng bên trong và cố gắng lấp đầy khoảng trống với chủ nghĩa khoái lạc bằng việc sử dụng chất gây nghiện một cách mất kiểm soát, đã nhận được một đề cử tại giải Video âm nhạc của MTV năm 2016 cho Video Electronic xuất sắc nhất. Để quảng bá bài hát, nam ca sĩ đã trình diễn "I Took a Pill in Ibiza" trên nhiều chương trình truyền hình và lễ trao giải lớn, bao gồm Conan, The Ellen DeGeneres Show, Jimmy Kimmel Live!, Late Night with Seth Meyers, The Tonight Show Starring Jimmy Fallon và The Voice. Kể từ khi phát hành, nó đã được hát lại và sử dụng làm nhạc mẫu bởi nhiều nghệ sĩ, như Tom Odell, Conor Maynard, Ruth B và Samantha Harvey, cũng như xuất hiện trong những tác phẩm điện ảnh và truyền hình, bao gồm Scream, Superstore và Riverdale.

## Danh sách bài hát
- Tải kĩ thuật số[1]

1. "I Took a Pill in Ibiza" (Seeb phối lại) – 3:19

- Đĩa CD[2]

1. "I Took a Pill in Ibiza" (Seeb phối lại) – 3:19
2. "I Took a Pill in Ibiza" – 4:43

## Xếp hạng
| Bảng xếp hạng (2015-16)                   | Vị trí cao nhất |
| ----------------------------------------- | --------------- |
| Argentina (Monitor Latino)                | 3               |
| Úc (ARIA)                                 | 5               |
| Áo (Ö3 Austria Top 40)                    | 4               |
| Bỉ (Ultratop 50 Flanders)                 | 1               |
| Bỉ (Ultratop 50 Wallonia)                 | 1               |
| Brazil (Billboard Brasil Hot 100)         | 5               |
| Canada (Canadian Hot 100)                 | 2               |
| Canada AC (Billboard)                     | 21              |
| Canada CHR/Top 40 (Billboard)             | 1               |
| Canada Hot AC (Billboard)                 | 7               |
| Cộng hòa Séc (Rádio Top 100)              | 1               |
| Cộng hòa Séc (Singles Digitál Top 100)    | 3               |
| Đan Mạch (Tracklisten)                    | 4               |
| Châu Âu Nhạc số (Billboard)               | 1               |
| Phần Lan (Suomen virallinen lista)        | 7               |
| Pháp (SNEP)                               | 6               |
| Đức (Official German Charts)              | 5               |
| Hungary (Rádiós Top 40)                   | 10              |
| Hungary (Single Top 40)                   | 5               |
| Hungary (Dance Top 40)                    | 10              |
| Ireland (IRMA)                            | 1               |
| Israel (Media Forest)                     | 1               |
| Ý (FIMI)                                  | 7               |
| Luxembourg Nhạc số (Billboard)            | 9               |
| Hà Lan (Dutch Top 40)                     | 1               |
| Hà Lan (Single Top 100)                   | 1               |
| New Zealand (Recorded Music NZ)           | 3               |
| Na Uy (VG-lista)                          | 1               |
| Ba Lan (Polish Airplay Top 100)           | 2               |
| Bồ Đào Nha (AFP)                          | 2               |
| Nga Phát thanh (Tophit)                   | 20              |
| Scotland (OCC)                            | 1               |
| Slovakia (Rádio Top 100)                  | 2               |
| Slovakia (Singles Digitál Top 100)        | 1               |
| Slovenia (SloTop50)                       | 3               |
| Nam Phi (EMA)                             | 9               |
| Tây Ban Nha (PROMUSICAE)                  | 4               |
| Thụy Điển (Sverigetopplistan)             | 7               |
| Thụy Sĩ (Schweizer Hitparade)             | 4               |
| Anh Quốc (OCC)                            | 1               |
| Hoa Kỳ Billboard Hot 100                  | 4               |
| Hoa Kỳ Adult Contemporary (Billboard)     | 23              |
| Hoa Kỳ Adult Pop Airplay (Billboard)      | 5               |
| Hoa Kỳ Dance Club Songs (Billboard)       | 22              |
| Hoa Kỳ Dance/Mix Show Airplay (Billboard) | 1               |
| Hoa Kỳ Pop Airplay (Billboard)            | 1               |
| Hoa Kỳ Rhythmic (Billboard)               | 4               |

| Bảng xếp hạng (2016)                      | Vị trí |
| ----------------------------------------- | ------ |
| Argentina (Monitor Latino)                | 11     |
| Australia (ARIA)                          | 16     |
| Austria (Ö3 Austria Top 40)               | 11     |
| Belgium (Ultratop 50 Flanders)            | 3      |
| Belgium (Ultratop 50 Wallonia)            | 6      |
| Brazil (Billboard Brasil Hot 100)         | 27     |
| Canada (Canadian Hot 100)                 | 5      |
| Denmark (Tracklisten)                     | 11     |
| France (SNEP)                             | 19     |
| Germany (Official German Charts)          | 11     |
| Hungary (Rádiós Top 40)                   | 46     |
| Hungary (Single Top 40)                   | 11     |
| Hungary (Stream Top 40)                   | 3      |
| Hungary (Dance Top 40)                    | 32     |
| Israel (Media Forest)                     | 14     |
| Italy (FIMI)                              | 7      |
| Netherlands (Dutch Top 40)                | 1      |
| Netherlands (Single Top 100)              | 2      |
| New Zealand (Recorded Music NZ)           | 12     |
| Poland (ZPAV)                             | 5      |
| Russia Airplay (Tophit)                   | 39     |
| Slovenia (SloTop50)                       | 17     |
| Spain (PROMUSICAE)                        | 10     |
| Sweden (Sverigetopplistan)                | 7      |
| Switzerland (Schweizer Hitparade)         | 7      |
| UK Singles (Official Charts Company)      | 4      |
| US Billboard Hot 100                      | 15     |
| US Adult Top 40 (Billboard)               | 25     |
| US Hot Dance/Mix Show Airplay (Billboard) | 4      |
| US Pop Songs (Billboard)                  | 5      |
| US Rhythmic (Billboard)                   | 24     |
| Worldwide (IFPI)                          | 6      |
| Bảng xếp hạng (2017)                      | Vị trí |
| Hungary (Rádiós Top 40)                   | 39     |
| Hungary (Dance Top 40)                    | 54     |
| Russia Airplay (Tophit)                   | 105    |

| Bảng xếp hạng                        | Vị trí |
| ------------------------------------ | ------ |
| UK Singles (Official Charts Company) | 71     |

## Chứng nhận
| Quốc gia | Chứng nhận  | Số đơn vị/doanh số chứng nhận |
| --- | ----------- | ----------------------------- |
| Úc (ARIA) | 3× Bạch kim | 210.000‡                      |
| Bỉ (BEA) | 3× Bạch kim | 0‡                            |
| Brasil (Pro-Música Brasil) | 5× Bạch kim | 120.000‡                      |
| Canada (Music Canada) | 7× Bạch kim | 0‡                            |
| Đan Mạch (IFPI Đan Mạch) | 3× Bạch kim | 270.000‡                      |
| Pháp (SNEP) | Kim cương   | 233.333‡                      |
| Đức (BVMI) | 3× Vàng     | 450.000‡                      |
| Ý (FIMI) | 6× Bạch kim | 300.000‡                      |
| Hà Lan (NVPI) | 6× Bạch kim | 120.000‡                      |
| New Zealand (RMNZ) | 2× Bạch kim | 30.000*                       |
| Na Uy (IFPI) | 3× Bạch kim | 120.000‡                      |
| Ba Lan (ZPAV) | 3× Bạch kim | 60.000‡                       |
| Tây Ban Nha (PROMUSICAE) | 3× Bạch kim | 120.000‡                      |
| Thụy Điển (GLF) | 8× Bạch kim | 160.000‡                      |
| Anh Quốc (BPI) | 3× Bạch kim | 1.800.000‡                    |
| Hoa Kỳ (RIAA) | 5× Bạch kim | 5.000.000‡                    |
| * Chứng nhận dựa theo doanh số tiêu thụ. ^ Chứng nhận dựa theo doanh số nhập hàng. ‡ Chứng nhận dựa theo doanh số tiêu thụ và phát trực tuyến. |             |                               |

## Lịch sử phát hành
| Khu vực        | Ngày                | Định dạng       | Hãng đĩa | Tham khảo |
| -------------- | ------------------- | --------------- | -------- | --------- |
| Hoa Kỳ         | 24 tháng 7 năm 2015 | Tải kĩ thuật số | Island   | [ 102 ]   |
| Vương quốc Anh | 24 tháng 7 năm 2015 | Tải kĩ thuật số | Island   | [ 1 ]     |